# Treculia
Moraceae
Famille
Classification APG II (2003)
Treculia est un genre de plantes à fleurs de la famille des Moraceae. Il regroupe des arbres poussant en Afrique australe et à Madagascar dont le plus connu est Treculia africana, plus communément connu sous le nom d’arbre à pain africain, dont le fruit comestible, de la taille d’une balle de volley, peut peser jusqu’à 8 kg. Le genre est nommé en l’honneur du botaniste Auguste Trécul.
Les espèces sont :
- Treculia africana
- Treculia agricana
- Treculia obovoidea